# Sasha Montenegro
Sasha Montenegro, nata Aleksandra Aćimović Popović (Bari, 20 gennaio 1946 – Cuernavaca, 14 febbraio 2024), è stata un'attrice messicana di origini italiane e montenegrine.

## Biografia
Nata a Bari il 20 gennaio 1946 da una coppia montenegrina rifugiatasi in Italia a seguito dello sterminio di gran parte della famiglia ad opera dei nazisti, si recò per la prima volta in Messico nel 1979. Qui maturò la sua vocazione di attrice. Inizialmente lavorò nei fotoromanzi, per poi passare al cinema e alle telenovelas.
Intraprese una relazione con l'ex presidente messicano José Lopez Portillo, all'epoca ancora sposato con la prima moglie Carmen Romano. Egli poi divorziò e passò a nuove nozze con l'attrice, dalla quale ebbe due figli. Sasha Montenegro, attiva artisticamente anche durante il matrimonio, rimase vedova nel 2001, ma da qualche tempo lei e il marito vivevano separati.
Già affetta da un tumore polmonare, Sasha Montenegro morì a Cuernavaca il 14 febbraio 2024 all'età di 78 anni in seguito a un'emorragia cerebrale.